# Nationaal park Alania
Nationaal Park Alania (Russisch: Национальный парк «Алания») is een nationaal park in de centrale regio van de Grote Kaukasus in de republiek Noord-Ossetië van Rusland. De oprichting tot nationaal park vond plaats op 18 februari 1998 per decreet van de regering van de Russische Federatie. Het nationaal park heeft een oppervlakte van 549,26 km². Ook werd er een bufferzone van 44,4 km² ingesteld. De zuidgrens van het nationaal park valt samen met de internationale grens met Georgië. In het westen grenst het aan Hooggebergtereservaat Kabardië-Balkarië en in het oosten aan Zapovednik Noord-Ossetië.

## Natuur

### Milieu
Het hoogste punt in het nationaal park is de berg Oeilpata (4.646 meter), en het laagste punt de vallei van de Oeroech (circa 800 meter). In de hogere delen is het nationaal park grotendeels bedekt met gletsjers, rotsen en puin. In de valleien in het noorden van het park liggen bossen en graslanden. Het nationaal park kent meer dan 70 rivieren en beken, die meestal gevoed worden door gletsjers. In de belangrijkste vallei van het park loopt de rivier de Oeroech, die gevoed wordt door de Karaoegom-gletsjer en vele glaciale zijrivieren. De Karaoegom-gletsjer is een van de grootste gletsjers van de Kaukasus, maar onderscheidt zich vooral van andere gletsjers in de Grote Kaukasus doordat deze veel dieper het dal in reikt. Het front van deze gletsjer bevindt zich op een hoogte van ongeveer 1.750 meter en reikt daarmee diep in de beboste zone van het nationaal park.
Bossen bedekken ongeveer een vijfde deel van het nationaal park. Belangrijke bosvormende soorten zijn de oosterse beuk (Fagus orientalis), grove den (Pinus sylvestris), Litvinovs berk (Betula litvinovii) en Raddes berk (Betula raddeana). In de valleien is de witte els (Alnus incana) ook een belangrijke boomsoort.

### Fauna
De fauna in het nationaal park is kenmerkend voor de Grote Kaukasus. Er komen 34 zoogdieren voor, waaronder de bruine beer (Ursus arctos) en wolf (Canis lupus), in de bossen bijvoorbeeld de boommarter (Martes martes) en wilde kat (Felis silvestris) en in de hogere delen onder andere steenmarter (Martes foina), Turkse gems (Rupicapra asiatica) en de West-Kaukasische steenbok (Capra caucasica).
In het nationaal park zijn 116 vogelsoorten vastgesteld, waarvan er zeker 42 broeden in het gebied. Typische hooggebergtebewoners zijn het Kaukasisch berghoen (Tetraogallus caucasicus), grote roodmus (Carpodacus rubicilla), witkruinroodstaart (Phoenicurus erythrogastrus) en alpenheggenmus (Prunella collaris). Algemeen zijn ook soorten als waterpieper (Anthus spinoletta), waterspreeuw (Cinclus cinclus) en roodvoorhoofdkanarie (Serinus pusillus). In de bergpassen aan de noordkant van het nationaal park leven vogels als Aziatische steenpatrijs (Alectoris chukar) en rode rotslijster (Monticola saxatilis).

## Cultuur
Het park herbergt behalve een rijke en unieke natuur ook bijzondere historische en architectonische plaatsen. 
In het park zijn bijvoorbeeld oude wachttorens, kastelen en catacomben. Sommige catacomben stammen uit de 3e eeuw voor Christus, toen het gebied voor het eerst door mensen werd bewoond. De bewoners beoefenen traditionele vormen van landbouw, die niet of nauwelijks zijn veranderd in de loop van de eeuwen.